# Mycale diastrophochela
Mycale diastrophochela är en svampdjursart som beskrevs av Claude Lévi 1969. Mycale diastrophochela ingår i släktet Mycale och familjen Mycalidae.
Artens utbredningsområde är havet utanför Sydafrika. Inga underarter finns listade i Catalogue of Life.